# 鶴田全夫
鶴田 全夫（つるた まさお、1925年4月 - 1992年2月）は、日本のアナウンサー。NHKとラジオ東京→TBSで活動していた。
一部文献では、「鶴田全男」「鶴田金夫」という表記が見られる。

## 来歴・人物
1950年、NHKに入局（同期には近江正俊、酒井広）。NHK札幌放送局での勤務を経て、1953年1月にラジオ東京へ入社。主に映画、音楽各番組、スポーツ中継実況を担当した。1962年4月より、編成局運動部兼アナウンス部。1963年11月に報道局運動部の配属となり、アナウンス職を離れる（ほかのスポーツ実況担当アナウンサーは、11月1日付で報道局運動部兼ニュース部の配属となった）。運動部長も務めた。
1972年2月よりテレビ本部報道局付、同年11月よりテレビ本部報道局取材部、1973年11月より調査局、1974年2月より人事室開発センター、1975年2月よりテレビ本部ネットワーク室、1976年3月よりラジオ本部、1977年2月よりラジオ本部TBSカンガルー募金事務局へ異動を重ねた。ラジオ本部所属当時は募金事務局長も務めていた。当時の通称は「カンガルー伯父さん」。1980年4月にTBSを定年退職。
1992年2月に死去。66歳没。

## 詳細情報

### 出演番組
スポーツ中継
- プロレス中継
  - 『プロレス世界選手権実況』シャープ兄弟対力道山・木村政彦組（ラジオ。1954年3月6日）[1]
- ボクシング中継
  - 東洋チャンピオンスカウト（テレビ。開始した1958年当時の担当）[9]

スポーツ中継以外
- のど自慢（NHK札幌放送局時代。初の担当番組）[10]
- ラジオお好み焼き（ラジオ。1953年）[1]
- 音楽番組。パリ・東京・ニューヨーク（ラジオ。1956年）[1]
- 源平芸能合戦（ラジオ・テレビ。1957年）[1]
- サンヨーテレビ劇場 私は貝になりたい（テレビ。1958年10月31日）[11]
- 東芝日曜劇場 マンモスタワー（テレビ。1958年11月16日）[12][11]
- 聞いて見よう見てみよう（テレビ。1959年）[1]
- 都民の話題（テレビ。1959年）[1]
- 第1回日本レコード大賞（1959年12月27日、文京公会堂）[2]
- 兼高かおる世界の旅（テレビ。1960年9月20日、スタート当時の語り手）[13]

### 映画
- 若き血は燃えて（1954年6月8日、東宝）アナウンサー 役

### 作曲
- ボクシング小唄（作詞：郡司信夫、歌：牧伸二、1965年）- ソノシート『牧伸二だよ!!』収録。一部の歌詞を変えてファイティング原田がカバーした。